# Opel Adam
Az Opel Adam
 egy miniautó, melyet a német Opel gyárt 2012 óta Eisenachban. Nevét a gyár alapítójáról, Adam Opelról kapta. A kocsi a 2012-es Párizsi Autószalonon mutatkozott be, az értékesítés pedig 2013 elején kezdődött meg. Az Egyesült Királyságban a modell Vauxhall Adam néven ismert. A PSA bejelentette, hogy 2020 – ban végleg befejezi a típus gyártását, 2019 – től pedig fokozatosan vezeti ki a kínálatból.

## Áttekintés
Az Adam három felszereltségi csomaggal vásárolható meg, emellett a különböző színű fényezések széles skálája, a három tetőszín, a különböző kárpitszínek és anyagok rengeteg variációs lehetőséget kínálnak a vásárlóknak. A külső illetően több, mint 61 ezer, a belsőt tekintve pedig több, mint 82 ezer különböző kombináció állítható össze. A sorozatgyártás 2012 második felében kezdődött meg Eisenachban, ugyanott, ahol az Opel Corsa D is készül. Az Adam a Corsa D-nél is használt SCCS-alváz rövidített változatára épül.

## Motorok
Bemutatkozásakor az Adamot háromféle benzinmotorral kínálták: egy 1,2 literes, 69 lóerőssel (51 kW), valamint kétfajta 1,4 literessel, melyek közül az egyik 86 lóerős (64 kW), a másik 99 lóerős (74 kW) csúcsteljesítménnyel bír, melyek közül mindegyikhez elérhető az ecoFLEX mód, az alacsonyabb CO2 kibocsátás érdekében. 2014 tavaszán bemutatkozott egy 1,0 literes, háromhengeres SIDI turbófeltöltős egység is, 89, illetve 113 lóerős változatban.
| 1.2 ecoFLEX S/S | soros négyhengeres  | 1229 cm³ | 69 LE (51 kW @5600 rpm        | 115 Nm @4000 rpm      | 115 |       |
| 1.4 ecoFLEX S/S | soros négyhengeres  | 1398 cm³ | 86 LE (64 kW) @6000 rpm       | 130 Nm @4000 rpm      | 119 |       |
| 1.4 ecoFLEX S/S | soros négyhengeres  | 1398 cm³ | 99 LE (74 kW) @6000 rpm       | 130 Nm @4000 rpm      | 119 |       |
| 1.0T SIDI S/S   | soros háromhengeres | 998 cm³  | 89 LE (66 kW) @4000-6000 rpm  | 170 Nm @1800-3600 rpm | 99  | 2014- |
| 1.0T SIDI S/S   | soros háromhengeres | 998 cm³  | 113 LE (85 kW) @5000-6000 rpm | 170 Nm @1800-4700 rpm | 99  | 2014- |

## Díjak
2012-ben az Autozeitung német lap olvasói megválasztották az Adamot a legjobb városi kisautónak, amikor még meg sem kezdődött az autó széles körű értékesítése. Az Auto Motor und Sport 38. olvasói szavazásán szintén az Adam végzett az élen, a szavazatok 24,2%-át begyűjtve, megelőzve a Volkswagen up!-ot és a Minit. 2013-ban a kocsi megnyerte a Red Dot Design Awardot, autódizájn kategóriában.

## Eladások
A modell bemutatásakor az Opel úgy tervezte, hogy évente 40 és 50 ezer közti darabszámban fogja tudni eladni az Adamot Európában. Ezt már az első évben sikerült teljesítenie, több, mint 45 ezer eladott darabbal, annak ellenére, hogy viszonylag lassan kezdett el nőni az autó iránti kereslet. Azonban 2017 – től a kereslet fokozatosan csökken, szűkül a vásárlókör. Ezért a PSA vezetése úgy döntött, hogy az egyre jobban zsugorodó kategória beli Adam gyártását 2020 – ban végleg leállítja, 2019 – től pedig fokozatosan kivezeti a kínálatból.

### Adam R2
Az Opel homologizációs okokból a 2013-as Genfi Autószalonon bemutatta a versenycélokra fejlesztette Adam R2 utcai változatát. Ebbe 1,6 literes szívómotor került, mely 182 lóerős csúcsteljesítmény és 190 Nm-es csúcsnyomaték leadására képes. A gyár három ilyen autóval nevezett a 2015-ös Európai ralibajnokságra.

## Külső hivatkozások
- Az Opel Adam az Opel hivatalos magyar honlapján